# Fondation de Coubertin
 (juin 2024).
La Fondation de Coubertin est une fondation française qui a pour objet de parfaire la formation professionnelle, intellectuelle et culturelle de jeunes issus des métiers manuels et de leur transmettre un certain nombre de valeurs : souci de la perfection et de la qualité du travail, sens de l’honnêteté et des responsabilités.

## La rencontre des deux fondateurs
La Fondation de Coubertin est née de la rencontre en 1949 de deux personnalités :
- Yvonne de Coubertin (1893-1974), dernière descendante de ce nom avec sa sœur Marie-Marcelle (elle est la nièce de Pierre de Coubertin, re-créateur des Jeux olympiques), propriétaire du domaine dont le grand-père Bonnaventure Julien Frédy de Coubertin a été maire de Saint-Rémy-lès-Chevreuse et le père Paul Frédy de Coubertin, auteur littéraire ;
- Jean Bernard, artiste et rénovateur du compagnonnage du devoir du tour de France, fils unique du sculpteur Joseph Bernard.

Ils créent en 1950 une Association pour le développement du compagnonnage rural. Cette association devient en 1973 la Fondation de Coubertin, immédiatement reconnue d'utilité publique.

## Description
Le domaine de Coubertin (80 hectares) est situé en vallée de Chevreuse à Saint-Rémy-lès-Chevreuse, en pleine campagne (bien que cinq minutes à pied suffisent à gagner la gare RER).
L'entrée du domaine s'ouvre sur une majestueuse allée de tilleuls conduisant à la grille du château. Derrière la grille, une allée à la française conduit à un château de la fin du XVIIe siècle, à la sobre façade. À droite du château, en contrebas, se situe le jardin des bronzes et derrière le château, un parc à l'anglaise. Le château est inscrit au titre des monuments historiques par arrêté du 7 septembre 1945.

## Mission de la Fondation de Coubertin
La Fondation de Coubertin a pour objet de parfaire la formation professionnelle, intellectuelle et culturelle de jeunes issus des métiers manuels et de leur transmettre un certain nombre de valeurs : souci de la perfection et de la qualité du travail, sens de l’honnêteté et des responsabilités. 
L’institution reçoit chaque année une trentaine de jeunes gens, appartenant aux métiers de menuisier, ébéniste, métallier, maçon, tailleur de pierre, plâtrier et chaudronnier, issus pour la plupart de l’Association ouvrière des compagnons du devoir et du tour de France.
La formation professionnelle est dispensée dans des ateliers de maîtrise, connus sous les noms de :
- ateliers Saint-Jacques, pour la métallerie, la menuiserie et la taille de pierre[4] ; les ateliers Saint-Jacques ont réalisé la reconstitution complète de la grille royale du château de Versailles telle qu'elle existait avant 1771 ;
- fonderie de Coubertin, pour la chaudronnerie et la fonte d'art[5] ; en 2008, la fonderie a notamment réalisé la Flamme de la Liberté de Jean Cardot, réalisée pour l'ambassade des États-Unis à Paris et inaugurée en présence du président de la République des États-Unis et de celui de la France.

## Les collections de la Fondation de Coubertin

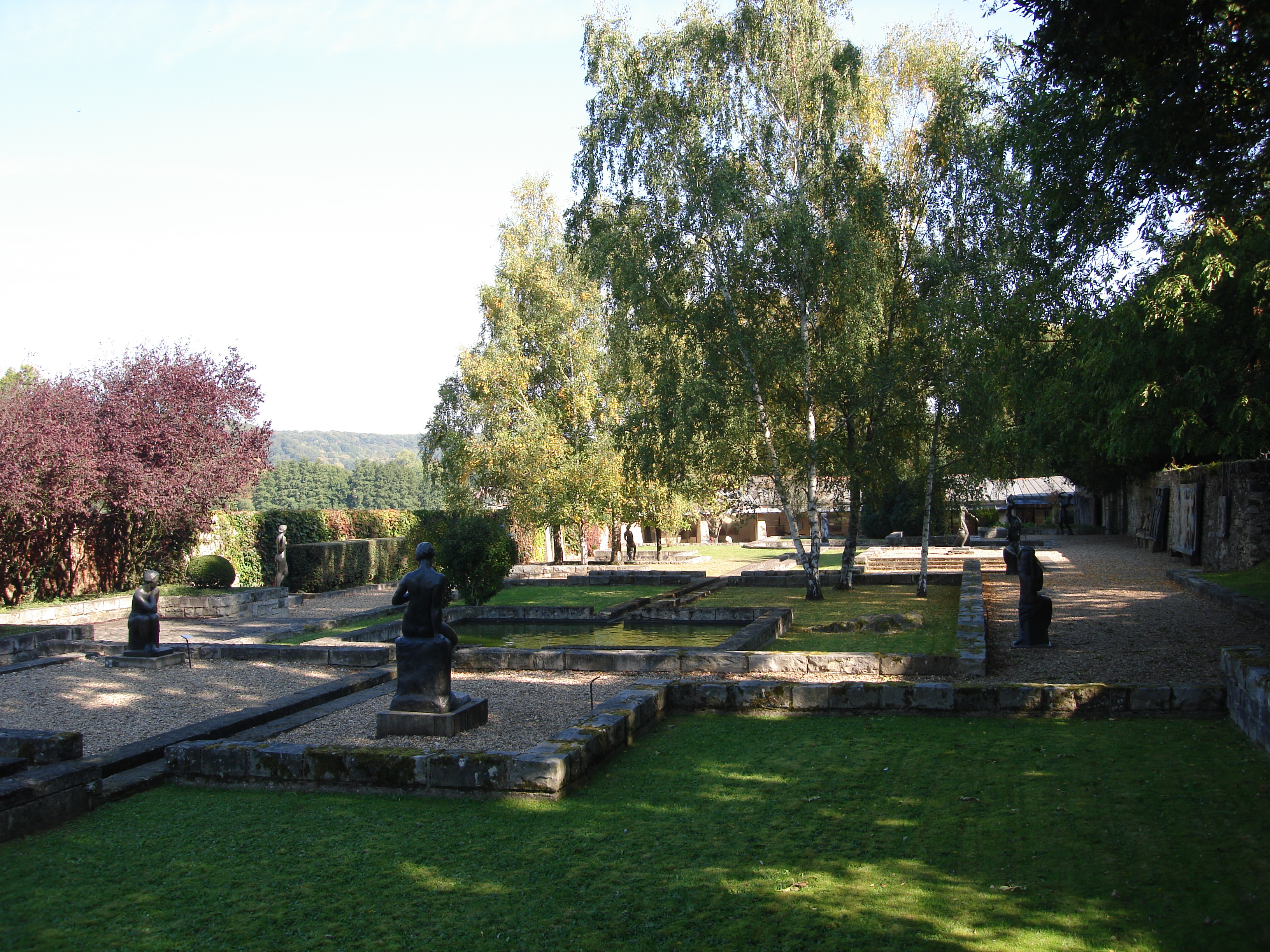
Le jardin des bronzes de Robert Auzelle.

Les collections de la Fondation de Coubertin sont situées dans le château du domaine. 
La Fondation a reçu de son second président, Jean Bernard, une donation de 21 sculptures et 1 500 dessins de son père, le sculpteur Joseph Bernard. Cette donation constitue le départ et le noyau des collections de la Fondation de Coubertin.
En 1994, le fonds d’atelier du sculpteur René Collamarini (1904-1983) est venu abonder les collections.
La Fondation possède un ensemble de sculptures allant de la fin du XIXe siècle au XXe siècle (116 pièces) : Robert Wlérick, Pablo Gargallo, Carlo Sarrabezolles, Jean Chauvin, Étienne Hajdu, Marta Pan, Jean Cardot ainsi qu'un important choix de dessins de sculpteurs. La Fondation bénéficie aussi de dépôts de sculptures (une soixantaine), notamment un important dépôt du musée Bourdelle et des pièces de Étienne Martin, Marta Pan, Parvine Curie, Karel, Dominique Labauvie, John Kelly.
Autour de cet ensemble, l'architecte Robert Auzelle a aménagé un musée de sculpture en plein air, le Jardin des bronzes.
La conservation des Collections organise chaque année une exposition de sculpture et le domaine s’ouvre alors au public pour deux mois.
En 2002, les collections de la Fondation de Coubertin ont reçu le label musée de France.

## Principales expositions organisées de 1977 à 2024
Le musée de la Fondation de Coubertin organise des expositions temporaires annuelles depuis 1977. Plusieurs d'entre elles permettent de mettre en valeur l'œuvre de Joseph Bernard (1866-1931), dont une partie des sculptures, mais également des dessins, est conservée dans les collections du musée. Les expositions s'intéressent en outre au thème de la sculpture au XXe siècle et au XXIe siècle.
- 1977 – Jeunesse et sports. Sculptures, dessins, médailles.
- 1978 – La médaille, un art, des techniques.
- 1986 – Sculptures du XXe siècle.
- 1987 – Bronzes d’automne, de Rodin à Zadkine.
- 1988 – La sculpture en taille directe en France de 1900 à 1950.
- 1989 – Pierres et marbres de Joseph Bernard.
- 1990 – Aux grands hommes, David d’Angers.
- 1991 – Genèse d’une sculpture, le monument à Michel Servet de Joseph Bernard.
- 1992 – Jean Chauvin, sculptures, dessins.
- 1993 – Étienne Hajdu, sculptures, porcelaines et dessins.
- 1994 – La Fondation de Coubertin, ses activités, ses expositions.
- 1995 – Œuvres de jeunesse de Joseph Bernard. Sculptures et dessins.
- 1996 – Étienne-Martin.
- 1997 – Les métiers de la Fondation de Coubertin.
- 1998 – Émile Gilioli, 1911-1977.
- 1999 – Parcours de sculpture en Île-de-France. Choix dans la collection du FRAC d’Île-de-France.
- 2000 – Marta Pan, sculptures.
- 2001 – Jean Cardot. Sculptures et dessins.
- 2002 – Eugène Dodeigne.
- 2003 – Joseph Bernard. Sculptures et dessins.
- 2004 – Jean Bernard. de l’Évangile à la fonderie de Coubertin.
- 2005 – Nicolas Alquin. Vingt-cinq ans de sculpture.
- 2006 – Le spectre des jardins.
- 2008 – Jean Bernard (1908-1994). Artiste et Compagnon du Devoir.
- 2009 – Sculptures d’Antoine Poncet. Résonnances poétiques avec Jean Arp et Philippe Jaccottet.
- 2010 – Ousmane Sow à la Fondation de Coubertin.
- 2011 – Un regard sur Rodin. Photographies, vidéos, installations de Jean-Yves Cousseau.
- 2012 – Denis Monfleur à Coubertin. Sculptures.
- 2013 – Le corps. Dessins de sculpteurs.
- 2014 – Les Veilleurs de Brigitte Terziev.
- 2015 – René Collamarini, portraitiste.
- 2017 – Les Ateliers à l’œuvre. Photographies d’Alain le Toquin.
- 2018 – D’un mythe à l’autre. La mythologie racontée à travers les collections de la Fondation de Coubertin.
- 2019 – Mon Cher Rodin. Photographies d’Emmanuel Berry.
- 2021 – De fer et d’acier. Une union avec la matière.
- 2022 – Parcours permanent des collections de la Fondation de Coubertin.
- 2023 – Fichot, sculptures. Paroles et regard de l’artiste.
- 2024 – Maria Papa Rostkowska, sculptrice à la rencontre du marbre.

## Fréquentation
| Année | Entrées gratuites | Entrées payantes | Total |
| ----- | ----------------- | ---------------- | ----- |
| 2001  | 0                 | 5 688            | 5 688 |
| 2002  | 0                 | 6 421            | 6 421 |
| 2003  | 1 170             | 5 051            | 6 221 |
| 2004  | 709               | 5 284            | 5 993 |
| 2005  | 1 010             | 6 545            | 7 555 |
| 2006  | 2 640             | 4 666            | 7 306 |
| 2007  | 2 154             | 809              | 2 963 |
| 2008  | 2 217             | 1 587            | 3 804 |
| 2009  | 1 811             | 2 256            | 4 067 |
| 2010  | 2 758             | 4 018            | 6 776 |
| 2011  | 2 392             | 792              | 3 184 |
| 2013  | 504               | 1 066            | 1 570 |
| 2014  | 509               | 1 140            | 1 649 |
| 2015  | 572               | 1 160            | 1 732 |
| 2016  | 0                 | 59               | 59    |
| 2017  | 312               | 682              | 994   |